# Zhang Chenglong
Zhang Chenglong (chiń. 张成龙; ur. 12 maja 1989) – chiński gimnastyk, dwukrotny mistrz świata.

## Osiągnięcia
| Rok  | Zawody               | Miasto    | Miejsce | Konkurencja         | Punktacja |
| ---- | -------------------- | --------- | ------- | ------------------- | --------- |
| 2010 | Mistrzostwa świata   | Rotterdam | 1       | Drużynowo           | 274.997   |
| 2010 | Mistrzostwa świata   | Rotterdam | 1       | Ćwiczenia na drążku | 16.166    |
| 2012 | Igrzyska Olimpijskie | Londyn    | 1       | Drużynowo           | 275.997   |